# Municipio de St. Johns (Carolina del Norte)
El municipio de St. Johns (en inglés: St. Johns Township) es un municipio ubicado en el  condado de Hertford en el estado estadounidense de Carolina del Norte. En el año 2000 tenía una población de 2.432 habitantes.

## Geografía
El municipio de St. Johns se encuentra ubicado en las coordenadas 36°19′18.95″N 77°7′34.31″O / 36.3219306, -77.1261972.